# Deer Tick
I Deer Tick sono una band statunitense alternative rock-folk di Providence, Rhode Island, composta dal cantautore John J. McCauley, dal chitarrista Ian O'Neil, dal bassista Christopher Ryan e dal batterista Dennis Ryan.
La musica della band è stata descritta come rock con influenze folk, blues e country, anche se la band si ribella attivamente all'etichetta country, affermando "Siamo orgogliosi di non cantare con un twang". La band esegue regolarmente versioni cover nei loro live set, comprese canzoni di artisti quali i The Replacements, Nirvana, John Prine, Hank Williams, i Beastie Boys, Warren Zevon e Sonny West. Hanno anche eseguito interi set come Deervana, una tribute band dei Nirvana, compreso uno spettacolo nel settembre 2013 per celebrare il 20º anniversario del terzo album della band, In Utero. Archiviato il 26 novembre 2018 in Internet Archive.
McCauley ha spiegato che l'ispirazione per il nome "Deer Tick" è venuto durante le escursioni nell'estate 2005 nella Morgan-Monroe State Forest vicino a Bloomington, in Indiana, dove, una sera, ha trovato sul suo cuoio capelluto una zecca di cervo, pur non essendo mai entrato in contatto con uno prima, ed essendo andato spesso in campeggio e a pesca da bambino.

## Discografia

### Album Studio
- War Elephant (2007, Partisan Records)
- Born on Flag Day (2009, Partisan Records)
- The Black Dirt Sessions (2010, Partisan Records)
- Divine Providence, (2011, Partisan Records / 2012, Loose Music)
- Negativity (2013, Partisan Records)
- Deer Tick, Vol. 1 (2017, Partisan Records)
- Deer Tick, Vol. 2 (2017, Partisan Records)
- Emotional Contracts (2023, ATO Records)